# Ormetica fulgurata
Ormetica fulgurata là một loài bướm đêm thuộc phân họ Arctiinae, họ Erebidae.